# 19de Oscaruitreiking
De 19de Oscaruitreiking, waarbij prijzen worden uitgereikt aan de beste prestaties in films in 1946, vond plaats op 13 maart 1947 in het Shrine Auditorium in Los Angeles, Californië. De ceremonie werd gepresenteerd door Jack Benny.
De grote winnaar van de 19de Oscaruitreiking was The Best Years of Our Lives, met in totaal 8 nominaties en 7 Oscars.

## Winnaars

### Films
| Categorie          | Winnaar                     | Regie         |
| ------------------ | --------------------------- | ------------- |
| Beste Film         | The Best Years of Our Lives | William Wyler |
| Beste Documentaire | -                           | -             |

### Acteurs
| Categorie                  | Winnaar             | Film                        |
| -------------------------- | ------------------- | --------------------------- |
| Beste Mannelijke Hoofdrol  | Fredric March       | The Best Years of Our Lives |
| Beste Vrouwelijke Hoofdrol | Olivia de Havilland | To Each His Own             |
| Beste Mannelijke Bijrol    | Harold Russell      | The Best Years of Our Lives |
| Beste Vrouwelijke Bijrol   | Anne Baxter         | The Razor's Edge            |

### Regie
| Categorie       | Winnaar       | Film                        |
| --------------- | ------------- | --------------------------- |
| Beste Regisseur | William Wyler | The Best Years of Our Lives |

### Scenario
| Categorie                | Winnaar                  | Film                        |
| ------------------------ | ------------------------ | --------------------------- |
| Beste Origineel Scenario | Muriel Box en Sydney Box | The Seventh Veil            |
| Beste Bewerkt Scenario   | Robert E. Sherwood       | The Best Years of Our Lives |

### Speciale prijzen
| Categorie                         | Winnaar                                            |  |
| --------------------------------- | -------------------------------------------------- |  |
| Honorary Award                    | Laurence Olivier, Harold Russell en Ernst Lubitsch |  |
| Irving G. Thalberg Memorial Award | Samuel Goldwyn                                     |  |